# (33740) Arjunmoorthy
1999 NS47 (asteroide 33740) é um asteroide da cintura principal. Possui uma excentricidade de 0.17980270 e uma inclinação de 8.58598º.
Este asteroide foi descoberto no dia 13 de julho de 1999 por LINEAR em Socorro.